# 人身売買禁止ネットワーク
人身売買禁止ネットワーク（じんしんばいばいきんしねっとわーく、Japan Network Against Trafficking In Persons、略称: JNATIP）は、日本における人身売買を防止する目的で活動している日本の団体である。

## 歴史・概要
人身売買防止法の制定を目的として2003年10月に設立された。
共同代表は
- 大津恵子 （日本キリスト教婦人矯風会、女性の家HELP）
- 戒能民江（お茶の水女子大学）
- 吉田容子（市民共同法律事務所　弁護士）

メンバーとなる組織には「身取引被害者サポートセンターライトハウス（ポラリスプロジェクトジャパン）」も含まれる。

## 主な活動
- 日本における人身売買の被害者調査
- 人身売買関連の法律案の提言と立法へ向けてのロビー活動
- 人身売買問題に関する啓発キャンペーン